# Jamilena
Jamilena település Spanyolországban, Jaén tartományban. Jamilena Los Villares, Martos, Torredonjimeno és Torredelcampo községekkel határos. Lakosainak száma 3298 fő (2024).

## Népesség
A település népessége az elmúlt években az alábbi módon változott:
| Lakosok száma | 3344 | 3379 | 3501 | 3485 | 3496 | 3466 | 3343 | 3293 | 3314 | 3298 |
|               | 2001 | 2004 | 2007 | 2009 | 2012 | 2014 | 2017 | 2019 | 2022 | 2024 |